# H. David Politzer
Hugh David Politzer, född 31 augusti 1949 i New York i New York, är en amerikansk fysiker som är anställd vid California Institute of Technology (Caltech) i Pasadena i Kalifornien.
Politzer tilldelades, tillsammans med David J Gross och Frank Wilczek, Nobelpriset i fysik år 2004 med motiveringen "för upptäckten av asymptotisk frihet i teorin för den starka växelverkan".